# Liste des monuments historiques d'Ajaccio
Ce tableau présente la liste de tous les monuments historiques classés ou inscrits dans la ville d'Ajaccio, Corse-du-Sud, en France.

## Liste
| Monument                                     | Adresse                                 | Coordonnées                      | Notice         | Protection     | Date      | Illustration                                 |
| -------------------------------------------- | --------------------------------------- | -------------------------------- | -------------- | -------------- | --------- | -------------------------------------------- |
| Baptistère Saint-Jean                        | Rue Alban Rue du Docteur Del Pellegrino | 41° 55′ 44″ nord, 8° 44′ 17″ est | « PA2A000004 » | Classé         | 2013      | Image manquante Téléverser                   |
| Cathédrale Notre-Dame-de-l'Assomption        | Rue Saint-Charles Rue Forcioli Conti    | 41° 55′ 03″ nord, 8° 44′ 17″ est | « PA00099058 » | Classé         | 1906      | Cathédrale Notre-Dame-de-l'Assomption        |
| Chapelle des Grecs                           | Route des Sanguinaires                  | 41° 54′ 32″ nord, 8° 43′ 09″ est | « PA00099059 » | Inscrit        | 1927      | Chapelle des Grecs                           |
| Chapelle impériale                           | Rue Fesch                               | 41° 55′ 18″ nord, 8° 44′ 18″ est | « PA00099060 » | Classé         | 1924      | Chapelle impériale                           |
| Chapelle Saint-Érasme                        | 22 rue Forcioli-Conti                   | 41° 55′ 00″ nord, 8° 44′ 19″ est | « PA00099061 » | Classé         | 1993      | Image manquante Téléverser                   |
| Château Conti                                | Cours Grandval                          | 41° 55′ 06″ nord, 8° 43′ 55″ est | « PA00099063 » | Inscrit        | 1984 2024 | Image manquante Téléverser                   |
| Citadelle                                    | Boulevard Danielle Casanova             | 41° 55′ 00″ nord, 8° 44′ 25″ est | « PA00099062 » | Inscrit        | 1975      | Citadelle                                    |
| Citadelle Miollis                            |                                         | 41° 55′ 00″ nord, 8° 44′ 25″ est | « PA2A000020 » | Inscrit        | 2016      | Image manquante Téléverser                   |
| Grand Hôtel Continental                      | Cours Grandval                          | 41° 55′ 07″ nord, 8° 43′ 57″ est | « PA00099134 » | Inscrit        | 1992      | Grand Hôtel Continental                      |
| Hôtel Cyrnos Palace                          | 13 Cours Grandval                       | 41° 55′ 01″ nord, 8° 43′ 43″ est | « PA00099135 » | Inscrit        | 1990      | Image manquante Téléverser                   |
| Hôtel de ville                               | Place Foch                              | 41° 55′ 09″ nord, 8° 44′ 20″ est | « PA00099127 » | Inscrit        | 1990      | Hôtel de ville                               |
| Immeuble                                     | 9 rue Bonaparte                         | 41° 55′ 05″ nord, 8° 44′ 20″ est | « PA00099141 » | Inscrit        | 1992      | Immeuble                                     |
| Lazaret d'Aspreto                            | Route du Lazaret                        | 41° 55′ 42″ nord, 8° 45′ 32″ est | « PA00099064 » | Inscrit        | 1977      | Image manquante Téléverser                   |
| Maison Bonaparte                             | Rue Saint Charles                       | 41° 55′ 05″ nord, 8° 44′ 19″ est | « PA00099066 » | Classé         | 1924      | Maison Bonaparte                             |
| Maison des Milelli                           | Route des Milelli                       | 41° 56′ 18″ nord, 8° 43′ 08″ est | « PA00099065 » | Inscrit Classé | 1958 2017 | Maison des Milelli                           |
| Maison Peraldi                               | 18 rue Forcioli Conti                   | 41° 55′ 00″ nord, 8° 44′ 18″ est | « PA00099067 » | Inscrit Classé | 1985 1993 | Image manquante Téléverser                   |
| Manufacture Alban                            | 89 cours Napoléon                       | 41° 55′ 45″ nord, 8° 44′ 20″ est | « PA00099142 » | Inscrit        | 1992      | Image manquante Téléverser                   |
| Monument commémoratif Napoléon et ses frères | Place du Diamant Place De Gaulle        | 41° 55′ 03″ nord, 8° 44′ 10″ est | « PA2A000017 » | Classé         | 2017      | Monument commémoratif Napoléon et ses frères |
| Oratoire Saint-Jean-Baptiste                 | Rue du Roi de Rome                      | 41° 55′ 04″ nord, 8° 44′ 18″ est | « PA00099068 » | Inscrit        | 1985      | Oratoire Saint-Jean-Baptiste                 |
| Oratoire Saint-Roch                          | Rue Fesch                               | 41° 55′ 18″ nord, 8° 44′ 17″ est | « PA00099069 » | Inscrit        | 1985      | Oratoire Saint-Roch                          |
| Palais épiscopal                             | 24 rue Bonaparte                        | 41° 55′ 03″ nord, 8° 44′ 22″ est | « PA00099070 » | Inscrit        | 1984      | Image manquante Téléverser                   |
| Palais Fesch                                 | 48 bis rue Fesch                        | 41° 55′ 19″ nord, 8° 44′ 19″ est | « PA00099071 » | Inscrit Classé | 1976 2011 | Palais Fesch                                 |
| Palais Lantivy                               | Cours Napoléon                          | 41° 55′ 10″ nord, 8° 44′ 11″ est | « PA00099128 » | Inscrit        | 1990      | Palais Lantivy                               |
| Statue du cardinal Fesch                     | Musée Fesch                             | 41° 55′ 19″ nord, 8° 44′ 19″ est | « PA2A000018 » | Classé         | 2017      | Statue du cardinal Fesch                     |
| Statue du général Abbatucci                  | Place Abbatucci                         | 41° 55′ 32″ nord, 8° 44′ 18″ est | « PA2A000019 » | Classé         | 2017      | Image manquante Téléverser                   |